# Code de déontologie des avocats (France)
En France, le code de déontologie des avocats est l'un des « codes de déontologie » professionnelle, soit un ensemble de règles définissant le fonctionnement d'une profession particulière, la profession d'avocat. Ces règles sont, notamment, présentées par le règlement intérieur national ou RIN.
La déontologie est la « science des devoirs », la science "de ce qui convient", ou la "science de ce que l'on doit faire". Elle guide les actes courants.
La déontologie des avocats exerçant en France forme une pièce maîtresse du système judiciaire, en ce qu'elle permet l'exercice efficace des fonctions dévolues à l'avocat, précisément dans ce système.
Initialement prévues par chaque Barreau, les règles déontologiques de la profession ont progressivement été unifiées par le Conseil National des Barreaux (CNB).
Formalisées le 12 juillet 2005, ces normes ont été précédées de celles de l'avocat dans l'Union européenne, le 28 octobre 1988. Celles-ci ont constitué le tout premier code déontologique de cette profession, au sens exact, même si des principes (et une pratique) de la déontologie s'était enclenchée auparavant, depuis l'apparition des avocats, en 1327, puis avec la restauration de la profession, en 1810.
Le décret no 2023-552 du 30 juin 2023 a abrogé le décret du 12 juillet 2005 et est désormais le texte en vigueur.

## Intérêt

### Droits et devoirs
Le sens premier du code de déontologie des avocats vise à favoriser les justiciables. À cette fin, la déontologie choisie par cette profession recouvre deux principaux aspects :
- le respect de leurs devoirs, par les avocats eux-mêmes ;
- la protection des droits des avocats et des principes d'exercice de leur profession.

Les ordres professionnels assument ces deux missions.
La déontologie est inspirée et bâtie par les professionnels qui l'appliquent ; mais, outre les sanctions disciplinaires, elle est également sanctionnée par une règle de droit. Tel est le cas pour le code déontologique des avocats.

### Déontologie auCAPA
L'épreuve (orale) de déontologie constitue la principale des quatre épreuves finales d'admission au Certificat d'aptitude à la profession d'avocat, ou CAPA, en fin de formation des élèves-avocats, qui marque l'entrée de l'avocat dans sa pratique professionnelle. Ces épreuves se tiennent dans les Écoles d'avocats (EDA), au mois de septembre de chaque année, essentiellement (promotion sortante d'élèves entrés en janvier de l'année précédente).
Cette épreuve est commune à tous les candidats au Certificat d'aptitude à la profession d'avocat, quelle que soit la voie par laquelle ceux-ci accèdent à ce titre. Aucun avocat ne peut donc, aujourd'hui, échapper à cette formation, pas davantage qu'à sa mise en pratique.

## Historique
Du Moyen Âge au Règlement Intérieur National (RIN) actuel.
Codifiée depuis 2005 (Décision à caractère normatif no 2005-003 du Conseil national des barreaux - ou CNB), la déontologie des avocats de France est l'un des socles fondamentaux de cette profession, depuis la création de celle-ci, au Moyen Âge.
Les principales règles de déontologie applicables à la profession d'avocat ont acquis une valeur réglementaire avec leur édiction par le décret n° 2005-790 du 12 juillet 2005 (qui est régulièrement mis à jour, en dernier lieu le 5 août 2017). Elles ont été détaillées et complétées par le CNB sous la forme d'un code de déontologie qui se nomme le Règlement Intérieur National, abrégé en RIN. Sa première version de 2005 a été mise à jour et publiée au Journal officiel le 11 août 2007 sous la forme d'une décision à caractère normatif adoptée le 12 juillet 2007. 

### Avant 1810
La profession d'avocat a, très tôt, établi des principes stricts de pratique professionnelle, aptes à donner des contours solides aux ordres professionnels qui régissent les avocats et, partant, à leur permettre d'exercer efficacement leur rôle dans le système judiciaire.
Historiquement, la fonction de défense existe depuis l'antiquité ; la date exacte d'apparition de la profession d'avocat reste sujet de controverses. Les avocats romains sont constitués en collège, sous la forme d'un ordre, au Bas-Empire. C'est une ordonnance de Philippe de Valois qui reconnait le tableau des avocats, en 1327. Ceux-ci sont alors rattachés au Parlement. Le barreau est alors un ordre de nature cléricale ou religieuse, qui confère aux avocats leur costume (la robe noire), que ceux-ci revêtent encore de nos jours durant les audiences.
La déontologie est alors contenue principalement dans le serment prononcé par l'avocat, ainsi que les modalités concrètes d'application, dont la première trace remonte à 1274 - alors même que quelques avocats tentent d'en éclairer et d'en développer les principes.
Supprimés par la Loi Le Chapelier en 1791, la profession est rétablie par décret le 14 décembre 1810. Un nouveau serment est formulé ; il se présente à nouveau, comme la base de la déontologie professionnelle de l'avocat.

### Déontologie au rétablissement de la profession d'avocat
L'apparition du terme de déontologie en 1825, sous la plume de Jeremy Bentham, lui-même avocat et surtout jurisconsulte, légiste soucieux de faire évoluer les lois, stimule la production déontologique de cette profession.
Est publié, de manière posthume en 1834 la Déontologie, ou science de la morale (titre original : Deontology, or the Science of Morality), conclusion d'une réflexion débutée en 1814, traduite alors par Benjamin Laroche.
François-Etienne Mollot (1794-1870) est l'avocat généralement reconnu comme le premier à avoir formalisé les principes réfléchis de la déontologie de la profession. Son ouvrage, "Règles de la profession d'avocat", paru en 1842, marque des générations d'avocats.
C'est donc un avocat qui détermine le terme de déontologie.

### Premier code de déontologie: octobre 1988
La loi no 71-1130 du 31 décembre 1971 "portant réforme de certaines professions judiciaires et juridiques", ainsi que le décret no 91-1197 du 27 novembre 1991 jettent les bases actuelles de la profession d'avocat.
Le tout premier code de déontologie dévolu aux avocats est diffusé par le Conseil des barreaux européens ou CCBE le 28 octobre 1988. Cette production présente les caractéristiques exactes d'un code à vocation normative.

### Codification de la déontologie propre aux avocats français: novembre 2005
Comme il a été dit, le code de déontologie des avocats de France paraît en novembre 2005, après deux premières versions, de 1999 (RIH) et de 2004 (RIU). Ce "code" intègre celui des avocat européens, leurs principes ne comportant pas d'antinomie marquée.
La Charte des principes essentiels de l'avocat européen, parait le 24 novembre 2006.

## Fondements
Le Règlement Intérieur National comprend six titres, regroupe vingt-et-un articles (en fait, eux-mêmes divisés, donc plus nombreux) et trois annexes :
- Titre premier : des principes ;
- Titre deuxième : des activités ;
- Titre troisième : de l'exercice et des structures ;
- Titre quatrième : la collaboration interprofessionnelle ;
- Titre cinquième : l'avocat collaborateur de député ou assistant de sénateur ;
- Titre sixième : les rapports entre avocats de barreaux différents ;
- Code de déontologie des avocats européens ;
- Annexe 1 : cahier des conditions de vente (saisie immobilière) ;
- Annexe 2 : cahier des charges et conditions de vente (licitation) ;
- Annexe 3 : Cahier des conditions de vente (liquidation judiciaire).

Pris sur le fondement juridique de la loi no 71-1130 du 31 décembre 1971, en son article 21-1, par le décret no 2005-790 du 12 juillet 2005 ce code est applicable à tous les avocats. La transgression -ou la violation- de ses articles peut entraîner une sanction disciplinaire (article 183 du décret no 91-1197 du 27 novembre 1991, cf infra).
Un manquement déontologique peut, ainsi, justifier une sanction disciplinaire dans le cadre de la procédure ordinale et, tout à la fois, matérialiser une faute civile susceptible d'engager sa responsabilité civile à l'égard de la victime (le tiers touché par les conséquences négatives de cette faute professionnelle).
Le RIN décidé par le Conseil national des barreaux a été publié au Journal Officiel du 11 août 2007, sous la forme d'une décision à caractère normatif adoptée le 12 juillet 2007. Ce texte complète le décret n° 2005-790 du 12 juillet 2005. 
Le Règlement Intérieur National contient l'essentiel de la base déontologique, à quelques exceptions près, par exemple, le maniement de fonds (reçus des clients). Les normes déontologiques absentes du RIN se retrouvent soit dans la loi no 71-1130 du 31 décembre, soit dans le décret no 91-1197 du 27 novembre 1991.

### Titre premier: des principes
Ce Titre rassemble les articles 1 à 5 (incluant deux articles "bis").
Il développe les principes essentiels, les visites de courtoisie, le secret professionnel, celui de l'instruction, la confidentialité des correspondances entre avocats, la gestion des conflits d'intérêts ainsi que le respect du principe du contradictoire (voir, également, l'article 16 du code de procédure civile).
Ce dernier point est régi par l'article 5 du Règlement Intérieur National :
"L'avocat se conforme aux exigences du procès équitable. Il se comporte loyalement à l'égard de la partie adverse. Il respecte les droits de la défense et le principe du contradictoire".
Ce principe entraîne des obligations à respecter dans la communication avec la partie adverse.

### Titre deuxième: des activités
Ce Titre décrit les activités offertes à l'avocat, la rédaction d'acte d'avocat, les rapports avec la partie adverse, la succession d'avocat dans un même dossier, les pratiques admises en matière de publicité, d'honoraires, de vente judiciaire, le statut de l'avocat honoraire.

### Titre troisième: de l'exercice et des structures
Ce Titre précise le statut de l'avocat collaborateur (libéral ou salarié), les règles qui régissent le domicile professionnel (le cabinet), les réseaux d'avocats et les structures d'exercice inter-barreaux.

### Titre quatrième: la collaboration interprofessionnelle
Ce Titre comprend un seul article, dédié à la participation de l'avocat à des missions mobilisant plusieurs types de professionnels différents.

### Titre cinquième: l'avocat collaborateur de député ou assistant de sénateur
Ce Titre présente un seul article, posant les obligations incombant à l'avocat attaché au service d'un parlementaire.

### Titre sixième: les rapports entre avocats de barreaux différents
Ce Titre propose les principes de règlement des litiges entre avocats membres de barreaux différents ; il expose donc les règles de compétences des bâtonniers entre eux.
Il s'articule avec le règlement des litiges entre avocats de l'Union européenne. Le Code de déontologie des avocats européens est ainsi présenté intégralement.

### Code de déontologie des avocats européens
Il est organisé en cinq parties :
- préambule
- principes généraux
- rapports avec les clients
- rapports avec les magistrats
- rapports entre avocats

### Annexe 1: cahier des conditions de vente (saisie immobilière)
Cette annexe présente le cadre-type de document que doit réaliser l'avocat participant à la vente aux enchères judiciaire à la suite d'une saisie immobilière.

### Annexe 2: cahier des charges et conditions de vente (licitation)
Cette annexe procure le cadre-type de document que doit réaliser l'avocat participant à la vente aux enchères judiciaire d'un bien immobilier dans le cadre d'une succession.

### Annexe 3: Cahier des conditions de vente (liquidation judiciaire)
Cette dernière annexe présente le cadre-type de document que doit réaliser l'avocat participant à la vente aux enchères judiciaire de biens, dans le cadre d'une liquidation judiciaire.

### Maniement des fonds
Cet important aspect de la déontologie de l'avocat n'est pas régi par le RIN, mais par le décret no 91-1197 du 27 novembre 1991.

## Principes en vigueur
La déontologie de l'avocat repose sur l'application de seize principes, répartis en trois volets.

### Les valeurs du serment
Au nombre de cinq : dignité, conscience, indépendance, probité et humanité ;

### Les principes professionnels
honneur, loyauté, désintéressement, confraternité, délicatesse, modération et courtoisie ;

### Les principes à l'égard des clients
compétence, dévouement, diligence et prudence.

### Le contrôle desJuges
La Jurisprudence se prononce sur les modalités d'application des normes déontologiques.
Pour prendre quelques exemples :
- en responsabilité civile professionnelle de l'avocat : Cour de cassation, Civ. 1re, du 30 octobre 2008 et 13-11.807 du 19 décembre 2013 (la faute de l'avocat donne droit à réparation, même en l'absence d'épuisement d'autres recours judiciaires possibles). Cette action peut être fondée, selon les situations d'espèce, soit sur la responsabilité contractuelle (article 1147 du Code civil, soit sur la responsabilité délictuelle (articles 1382 et 1383 du même Code), soit, enfin, sur la responsabilité civile du mandataire à l'égard de son mandant (article 1984 du Code civil) ;
- prescription de cette action en responsabilité civile contre l'avocat : cinq années, depuis 2008, avec deux modalités d'application (article 2225 du Code civil, pour l'assistance et la représentation en justice, article 2224 du même Code, pour les autres prestations) ;
- quant à la notion de secret professionnel : Cour de cassation, Civ. 1re, 10-21.219 du 22 septembre 2011[11] ;
- quant à la forme de la convocation de l'avocat devant la Commission de déontologie de l'ordre : même arrêt du 22 septembre 2011[12] ;
- la responsabilité civile professionnelle de l'avocat dans le cadre de son devoir de conseil : Cour de cassation, Civ. 1re, 13-11.667 du 30 avril 2014 ou 11-17.288 du 31 octobre 2012 ;
- la saisine du conseil de discipline, mode de computation du délai de décision de huit mois : Cour de cassation, Civ. 1re, 12-19.710 du 20 mars 2013 ;
- les principes de modération et de délicatesse : parlant d'un magistrat dans un entretien donné à la presse, l'avocat ne peut qualifier un Procureur général de "traître génétique" (Cour de cassation, Civ. 1re 13-19.284, du 10 juillet 2014[13].
- le maniement des fonds : la Cour de cassation a jugé que constituait une faute pénale (un abus de confiance), pour un avocat, le fait de ne pas déposer sur un compte tenu par la CARPA des sommes remises par ses clients (arrêt du 23 mai 2013);
- l'article 21.4.4. du RIN rappelle que l'avocat doit garder des limites dans la protection de son client devant les Magistrats car "à aucun moment, l’avocat ne doit sciemment donner au juge une information fausse ou de nature à l’induire en erreur".

## Procédure et sanctions disciplinaires
Les conseils de discipline (article 22 de la loi no 71-1130 du 31 décembre 1971) purgent les contentieux de nature déontologique. Étant situés dans le ressort de chaque Cour d'appel, un conseil de discipline peut donc réunir plusieurs Barreaux (celui de Paris est organisé autrement).

### Procédure disciplinaire
La procédure disciplinaire ainsi que l'échelle des sanctions, est uniforme.
Le Bâtonnier, principalement, et le Procureur général constituent les organes de poursuite (article 23 de la même loi).
Le conseil de l'ordre concerné par l'avocat mis en cause conduit l'instruction de l'affaire, de manière contradictoire, en désignant l'un de ses membres à cet effet.
L'avocat sanctionné, le Bâtonnier ou le Procureur général concernés peuvent faire appel de la décision disciplinaire.

### Échelle des sanctions
Il existe quatre sanctions disciplinaires principales (article 184 du décret du 27 novembre 1991) :
- l'avertissement ;
- le blâme ;
- l'interdiction temporaire d'exercer (au maximum : durant trois années) ;
- la radiation du tableau des avocats.

Ces peines peuvent être assorties de sanctions accessoires : publicité de la décision, privation d'accès aux organismes professionnels.
Le conseil de l'ordre détient la possibilité de suspension provisoire d'un avocat, en cas d'urgence (ou de nécessité de protection du public).
Le Conseil constitutionnel a jugé que cet ensemble était conforme à l'ensemble des droits et de libertés que la Constitution garantit, notamment, le principe d'égalité devant la justice et le respect des droits de la défense (indépendance et impartialité des juridictions).

## Débats et critiques
La haute sensibilité du sujet[Quoi ?], conjuguée à ses enjeux, suscite des débats.
Pour certains, la déontologie des avocats serait d'une grande qualité.
Pour d'autres, elle nécessiterait des évolutions ou des aménagements.